# جیمز بارون (بازیکن فوتبال)
جیمز بارون (انگلیسی: James Barron; ۱۹ ژوئیهٔ ۱۹۱۳ – ۱۵ سپتامبر ۱۹۶۹) بازیکن فوتبال اهل بریتانیا بود.
از باشگاه‌هایی که در آن بازی کرده‌است می‌توان به باشگاه فوتبال بلیث اسپارتانس، باشگاه فوتبال بلکبرن روورز، و باشگاه فوتبال دارلینگتون اشاره کرد.